# Orange Pologne

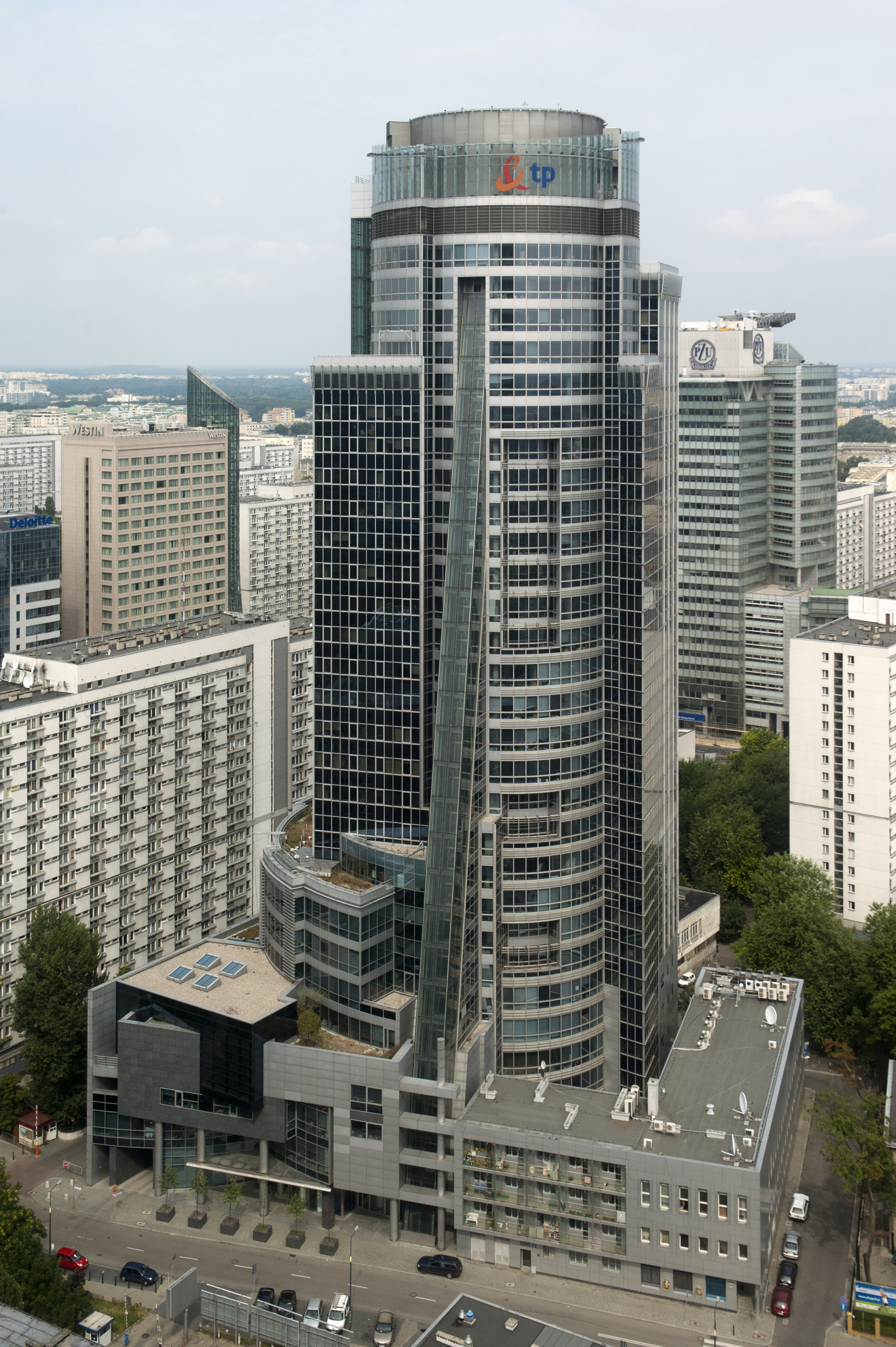
Tour TP S.A. à Varsovie, siège de la société Telekomunikacja Polska.

Orange Pologne, née de la fusion de Telekomunikacja Polska et PTK Centertel, est une entreprise polonaise de télécommunications filiale du groupe français Orange. Elle employait lors de son acquisition près de 50 000 personnes puis 33 000 personnes environ en 2006 et 16 000 personnes en 2014.

## Historique
Orange Pologne est le principal opérateur polonais de télécommunications, opérateur historique issu de l'ancien monopole d'État et de la fusion de Telekomunikacja Polska et PTK Centertel (pl). Il est contrôlé par Orange (49,79 % des actions, à travers un consortium l'alliant à Kulczyk Holding, le reste appartenant à divers investisseurs, dont la Bank of New York - 9,98 %, et l'État polonais - 3,87 %).
Son siège est à Varsovie, dans la Tour TP S.A.. Il opère désormais sous la marque Orange, comme dans la plupart des pays où France Télécom possède une filiale.
Connue jusque-là sous son nom initial Telekomunikacja Polska, Orange décide de renommer l'entité en avril 2012, comme ses filiales dans le reste du monde.
En juillet 2020, après une réorganisation du comité exécutif d'Orange, Julien Ducarroz devient le nouveau PDG d'Orange Pologne, pendant que l'ancien patron, Jean-François Fallacher, est nommé à la tête d'Orange Espagne. À la suite de son lancement en Roumanie, Orange commence le service 5G en Pologne sur la bande des 2 100 MHz.

## Actionnaires
Liste des principaux actionnaires de l'entreprise au 27 mars 2022 :
| Actionnaire                       | %      |
| --------------------------------- | ------ |
| Orange (entreprise)               | 50,7 % |
| Aviva PTE Aviva Santander         | 5,07 % |
| Nationale Nederlanden PTE         | 5,01 % |
| PTE PZU                           | 3,40 % |
| MetLife PTE                       | 2,19 % |
| Aegon PTE                         | 1,84 % |
| Magallanes Value Investors        | 1,81 % |
| Norges Bank Investment Management | 1,72 % |
| The Vanguard Group                | 1,45 % |
| PKO TFI                           | 0,48 % |